# Victory Shield
Victory Shield é uma torneio anual de futebol disputado pelas seleções Sub-16 da Inglaterra, Escócia, Irlanda do Norte e País de Gales. A competição recebe transmissão ao vivo do canal "Sky Sports" do Reino Unido, que também é a patrocinadora da competição. Por isto, o torneio é também chamado de "Sky Sports Victory Shield".

## Vencedores

### Período Pré-guerra
Incompleto
- 1925 –  Escócia

### Período Pós-guerra

#### 1940s
- 1946–47                 Escócia
- 1947–48                 Escócia
- 1948–49                 País de Gales
- 1949–50                 Inglaterra

#### 1950s
- 1950–51                 Inglaterra,  Escócia &  País de Gales – título dividido
- 1951–52                 Inglaterra
- 1952–53                 Inglaterra
- 1953–54                 Inglaterra
- 1954–55                 Inglaterra
- 1955–56                 Escócia
- 1956–57                 Inglaterra
- 1957–58                 Inglaterra
- 1958–59                 Escócia
- 1959–60                 Inglaterra

#### 1960s
- 1960–61                 Escócia
- 1961–62                 Escócia
- 1962–63                 Inglaterra
- 1963–64                 Inglaterra
- 1964–65                 Inglaterra
- 1965–66                 Inglaterra
- 1966–67                 Inglaterra
- 1967–68                 Escócia &  Inglaterra – título dividido
- 1968–69                 Escócia
- 1969–70                 Escócia

#### 1970s
- 1970–71                 Inglaterra
- 1971–72                 Escócia
- 1972–73                 Inglaterra
- 1973–74                 Escócia
- 1974–75                 Inglaterra
- 1975–76                 Inglaterra
- 1976–77                 Inglaterra
- 1977–78                 Inglaterra &  Escócia – título dividido
- 1978–79                 Inglaterra
- 1979–80                 Inglaterra &  Escócia – título dividido

#### 1980s
- 1980–81                 Inglaterra &  Escócia – título dividido
- 1981–82                 Escócia
- 1982–83                 Inglaterra &  Escócia – título dividido
- 1983–84                 Inglaterra
- 1984–85                 Inglaterra
- 1985–86                 Inglaterra &  Escócia – título dividido
- 1986–87                 Inglaterra
- 1987–88                 Escócia
- 1988–89                 Escócia
- 1989–90                 Inglaterra

#### 1990s
- 1990–91                 Inglaterra,  Escócia &  País de Gales – título dividido
- 1991–92                 Inglaterra
- 1992–93                 Escócia
- 1993–94                 Inglaterra
- 1994–95                 Inglaterra
- 1995–96                 Inglaterra
- 1996–97                 Escócia &  Inglaterra – título dividido
- 1997–98                 Escócia
- 1998–99                 Escócia
- 1999–00  Inglaterra

#### 2000s
- 2000–01  Irlanda do Norte
- 2001–02  Inglaterra
- 2002–03  Inglaterra
- 2003–04  Escócia &  Inglaterra – título dividido
- 2004–05  Inglaterra
- 2005–06  Inglaterra &  País de Gales – título dividido
- 2006–07  Inglaterra
- 2007–08  Inglaterra
- 2008–09  Inglaterra
- 2009–10  Inglaterra

#### 2010s
- 2010–11  Inglaterra
- 2011–12  Inglaterra
- 2012–13  Inglaterra
- 2013–14  Escócia
- 2014–15  País de Gales
- 2015–16  País de Gales
- 2016–17  Irlanda
- 2017–18  Irlanda
- 2018–19  Irlanda do Norte
- 2019–20  Escócia /  (título dividido)[2]

### Lista de conquistas Pós-II Guerra Mundial
- Inglaterra – 35
- Escócia – 17
- País de Gales – 3
- Irlanda do Norte – 2
- Irlanda – 2
- Inglaterra e  Escócia – 8 (dividido)
- Inglaterra,  Escócia e  País de Gales – 2 (dividido)
- Inglaterra e  País de Gales – 2 (dividido)
- Escócia e  País de Gales – 1 (dividido)

## Lista de jogadores notáveis que participaram desta competição
| Inglaterra - Peter Shilton - Stanley Matthews - Duncan Edwards - Bobby Charlton - Nobby Stiles - Trevor Brooking - Andy Cole - Jamie Redknapp - Michael Owen - Jermain Defoe - Wayne Rooney - Ray Wilson - Joe Cole - Nicky Barmby - Glen Johnson - Wes Brown - Ryan Giggs - Aaron Lennon - Jack Rodwell - Jack Wilshere - Luke Shaw | Irlanda do Norte - Harry Gregg - Norman Whiteside - Keith Gillespie - Alan McDonald - Alan Kernaghan - Steve Lomas - Michael Hughes - David McCreery - Jimmy Nicholl - Steve Morrow - Aaron Hughes - Damien Johnson - Steven Davis | Escócia - Bryan Gunn - Christian Dailly - Kenny Dalglish - George Graham - Billy Bremner - Graeme Souness - Gordon Strachan - Eddie Gray - Lou Macari - Peter Lorimer - Andy Gray - Paul McStay - Craig Burley - Andy Driver - Darren Fletcher - Fraser Fyvie - Islam Feruz | País de Gales - Aaron Ramsey - Eddie Niedzwiecki - John Toshack - Leighton James - Mark Hughes - Ian Rush - Kevin Ratcliffe - Brian Flynn - Clayton Blackmore - Mark Bowen - Robbie Savage - Terry Yorath - Craig Bellamy - Andy Melville |  |